# Kaliana
Kaliana (gr. Καλιάνα) – wieś w Republice Cypryjskiej, w dystrykcie Nikozja. W 2011 roku liczyła 200 mieszkańców.